# 馬克西穆斯競技場

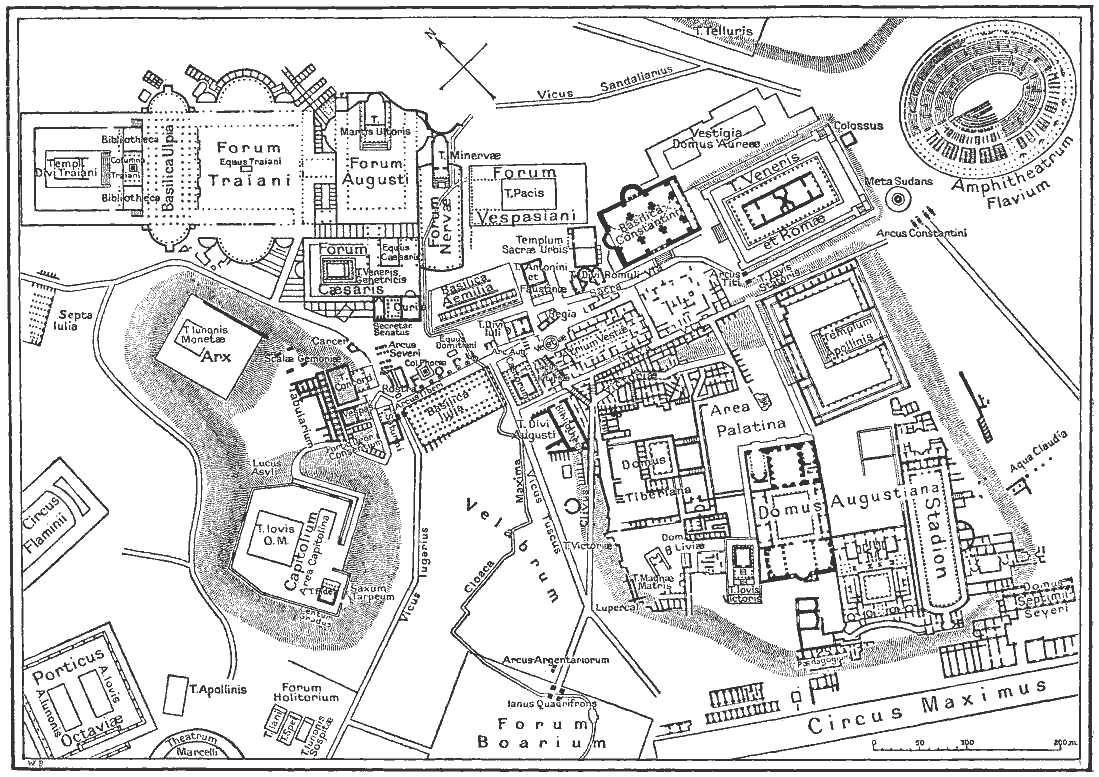
羅馬帝國時期的地圖，馬克西穆斯競技場位於右下角

马西莫竞技场（義大利語：Circo Massimo），拉丁语名馬克西穆斯競技場（拉丁語：Circus Maximus，意為「最大競技場」），是一個古羅馬競技場，位於義大利羅馬市，坐落於阿文提諾山與帕拉蒂尼山之間。馬克西穆斯競技場是古羅馬時代第一個競技場，也是最大的一座。馬克西穆斯競技場長621公尺（2,037英尺），寬118公尺（387英尺），可以容納150,000人。馬克西穆斯競技場也是古羅馬時代建造競技場的典範。東南端有馬克西穆斯競技場博物館，可參觀。

## 歷史

### 古羅馬時代

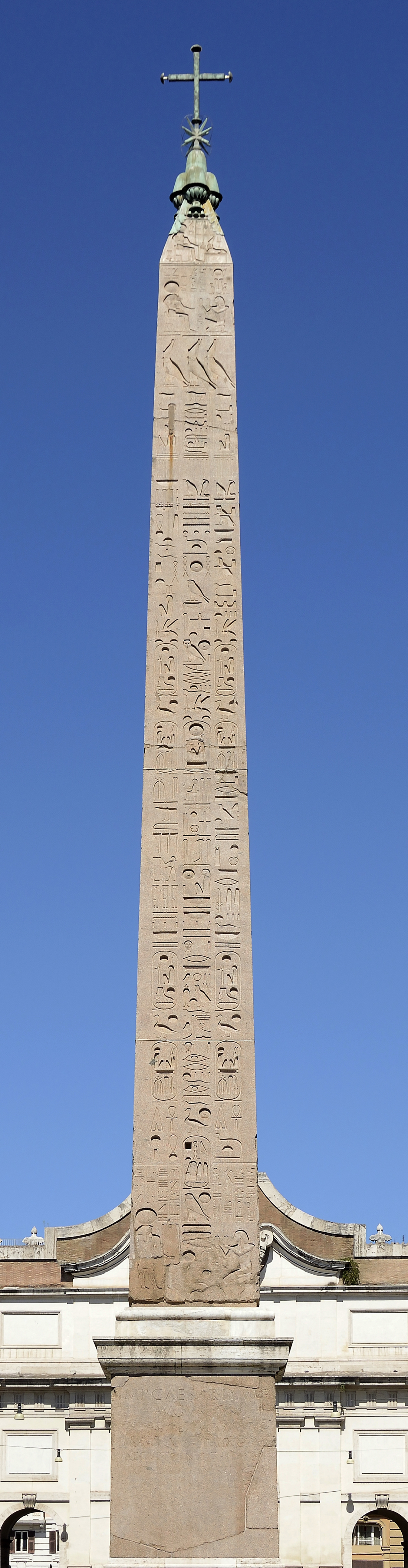
屋大維耗費巨資從埃及赫里奧波里斯帶回來的方尖碑，目前放置於人民廣場

在古羅馬著名的歷史學家蒂托·李維巨作《羅馬史》中，描述伊特拉斯坎文明的羅馬國王曾經計畫在競技場高處建造王座，以供羅馬騎士階級與貴族來使用。羅馬王政時代第七任君主盧修斯·塔克文·蘇佩布則在低處為平民設置座位。除此之外，直到羅馬王國晚期，馬克西穆斯競技場很可能仍然小於附近農田的道路，雖然這些道路目前已經消失不見，但是競技場內的木製座位因為容易毀壞，所以經常整修或重建。這些木製座位後來在羅馬王政時代被石製座位所取代。

### 共和國時代
在西元前494年，獨裁官馬克西穆斯與其後裔獲得權力在東南端設置高官座（curule sea），這裡擁有觀賞競賽的絕佳視野。西元前190年，在監察官的命令之下，跑道兩旁開始設置石製座位，以供元老院成員就坐。
西元前329年開始建造永久性的木造隔間，表面經過粉刷顯得相當明亮，前面則有一個匝口，每一個匝口與中央競技場的距離相當。理論上，競技場可以容納25組四馬雙輪戰車並排使用。到了共和國時代晚期至帝國時代早期，馬克西穆斯競技場擁有12個隔間，而12組四馬雙輪戰車可以同時在場上奔馳。人們可以對每個隔間進行投注，而不同的組別也用顏色區別出來。至少從西元前174年開始，人們使用卡斯特與巴勒克斯（Castor and Pollux）蛋雕像來預測馬匹的騎士。西元前33年，巨大的銅製海豚形計數器被設置在競技場中。
凱薩在西元前50年繼續擴張馬克西穆斯競技場，將座位延伸至跑道範圍內。當時馬克西穆斯競技場長621公尺（2,037英尺），寬118公尺（387英尺）。而跑道周圍的水道遭到截斷。歷史學家並不知道馬克西穆斯競技場當時擁有多少座位，古羅馬作家老普林尼認為有250,000個座位，但是這個數字不太可信，比較可能是150,000個座位。木製的露天看台於西元前31年被火焚毀。

### 帝國時代

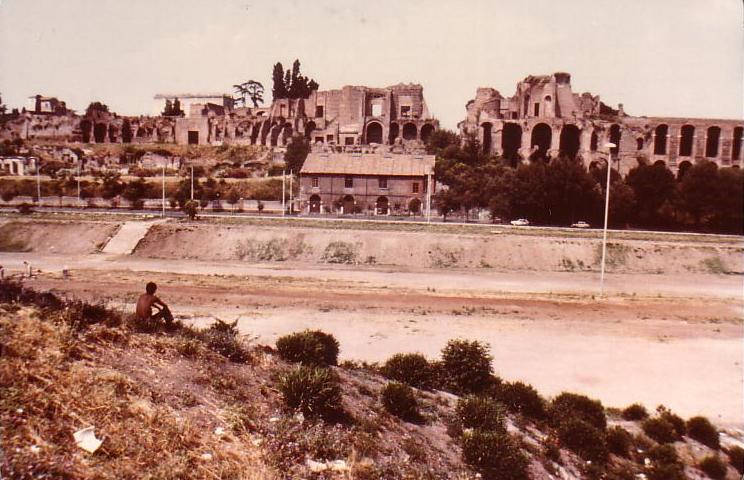
馬克西穆斯競技場遺跡

屋大維後來將西元前31年遭火焚毀的部分修復完成，部分材料取自屋大維耗費巨資從埃及赫里奧波里斯帶回來的方尖碑，這些方尖碑是埃及人獻給埃及太陽神的象徵。形容馬克西穆斯競技場是羅馬最美麗、最令人稱羨的建築。
可能是因為馬克西穆斯競技場擁有匝口的緣故，所以競技場原本容易遭到水災侵襲，直到克勞狄一世在競技場設置防災設施後才得以改善。因為競技場的露天看台與工作房是木造建築，所以容易遭受火災侵襲。西元64年，馬克西穆斯競技場在尼祿統治時期遭遇到羅馬大火，並造成嚴重的傷害。後來馬克西穆斯競技場重新修復完成後，仍然舉行許多競賽與慶典。
西元81年，元老院為了紀念提圖斯，在馬克西穆斯競技場建造一座凱旋門，取代原本的凱旋門。圖密善後來建造一座複合宮殿與馬克西穆斯競技場相連結。因為圖密善喜歡觀賞競賽，所以他在遇刺之前，已經決定修繕馬克西穆斯競技場。在圖拉真時代後，馬克西穆斯競技場並未有重大改變。一些皇帝於競技場中設置一些紀念物，而卡拉卡拉則新建隔間的匝口。

### 羅馬帝國之後
隨著基督教成為羅馬帝國的官方宗教，羅馬人的傳統競技逐漸式微，馬克西穆斯競技場使用的機會也越來越少。最後一次於馬克西穆斯競技場舉行鬥獸活動是在523年，而東哥德國王巴杜伊拉（Baduila）於549年最後一次於馬克西穆斯競技場舉辦田徑比賽。
12世紀時，一條水道建設完成，用來灌溉農田。到了1500年時，這個地區成為市集廣場。

### 現狀
馬克西穆斯競技場只有一小部分保存至今，包括跑道與中央柵欄的外圍。一些匝口仍然存在，但是大部分的座位都已經消失了。教宗思道五世於1587年將方尖碑移到其他地方，其中一根目前位於人民廣場。

## 延伸閱讀
- Filippo Coarelli, Guide archéologique de Rome, 1991, p. 225-228 (ISBN 2-01-235428-9)
- Jean-Paul Thuillier, Le Sport dans la Rome Antique, Paris, Errance, 1997
- Humphrey, John, Roman circuses: arenas for chariot racing, University of California Press, 1986.[14]

## 外部連結
- 维基共享资源上的相關多媒體資源：馬克西穆斯競技場
- 三維重建馬克西穆斯的競技場 （页面存档备份，存于） - www.italyrome.info （页面存档备份，存于）
- Circus Maximus Ipix 360° panorama
- Circus Maximus （页面存档备份，存于） Art & History